# Matthew Gilmore
Matthew Gilmore (nascido em 11 de setembro de 1972) é um ex-ciclista de pista belga-australiano, que competiu principalmente e foi mais bem-sucedido na pista, representando Bélgica. Embora Gilmore tenha nascido e representado a Bélgica, ele é filho do ciclista australiano Graeme Gilmore e competiu com uma licença australiana no início de sua carreira, mudando-se para Bélgica em 15 de junho de 1998. Gilmore é também sobrinho do ciclista britânico Tom Simpson.
Nos Jogos Olímpicos de Verão de 2000 em Sydney, conquistou a medalha de prata na prova madison masculino, juntamente com Etienne De Wilde. Competiu também nos Jogos Olímpicos de Atenas 2004.